# Frimla
La frimla (ou fermla dans  l'Ouest algérien, en arabe فريملة) est un corselet traditionnel algérien, porté notamment par les femmes citadines à partir du XIXe siècle. Elle dérive de la ghlila.

## Étymologie
Le nom frimla « petite fermla » est le diminutif algérois de fermla, il suggérerait qu'un modèle moins minimaliste, l'aurait précédé, plus proche dans ses proportions de la farmla des femmes de Tunis.  À Tlemcen et Oran, elle garde le nom de fermla.

## Description
La frimla est un corselet de petite taille profondément décolletée. C'est un minuscule gilet qui soutient la poitrine et s'avère plus utile par temps chaud. La frimla retenait les manches, très larges et très encombrantes de la chemise (genidra) enjolivée de dentelle et de broderie.
Au début du XIXe siècle, deux dérivées de la ghlila vont s'introduire dans le paysage vestimentaire féminin algérois : la frimla et la ghlila dite djabadouli. Il est difficile de préciser si la frimla est d'origine levantine ou si elle découle du raccourcissement
progressif de la fermla, elle-même dérivée de la ghlila, car il existe ce genre de corselets dans le bassin méditerranéen.
Quoi qu'il en soit, la frimla algéroise se distingue des autres modèles méditerranéennes par ses dimensions réduites, car elle dépasse rarement les 2 ou 3 cm au niveau du point d'attache. Nécessitant peu de tissu elle connaît une large diffusion au cours du XIXe siècle. Avec l'adoption progressive des modèles de lingerie française, la frimla disparaît du costume des Algéroises entre la fin du XIXe siècle et le début du XXe siècle. 
À Tlemcen, elle est appelée fermla et portée sur la chemise, elle est légèrement plus large que la frimla d'Alger, et constellé de paillettes et de broderies arrondies. Ce modèle s'approche de la ghlila d'Alger.
À Oran, elle possède toutes les caractéristiques de son homonyme tlemcénien : décolleté profond de type levantin, agrémenté de boutons de passementerie et longueur supérieure à celle de la frimla algéroise. Elle possède des rinceaux brodés sur le dos et des triangles brodés au fil d'or, identiques par leur forme et par leur position à ceux qui paraissent sur la devanture du caftan. La fermla s'endosse par-dessus la chemise ou la robe aabaya .
Elle apparaît également à Constantine, analogue à celle portée par d'autres citadines, elle était mise sur une robe à manches courtes et aux épaulettes brodées d'or dont elle retenait aussi l'ampleur des manches.

## Galerie d'images

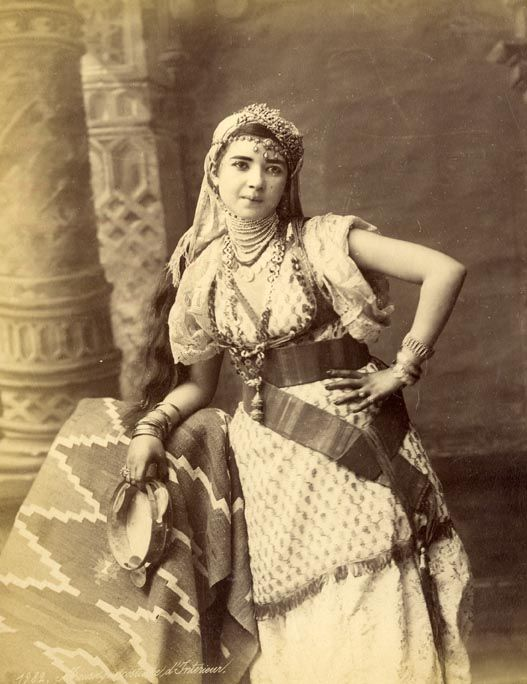
Femme algéroise portant la frimla, pour retenir les manches de la chemise.
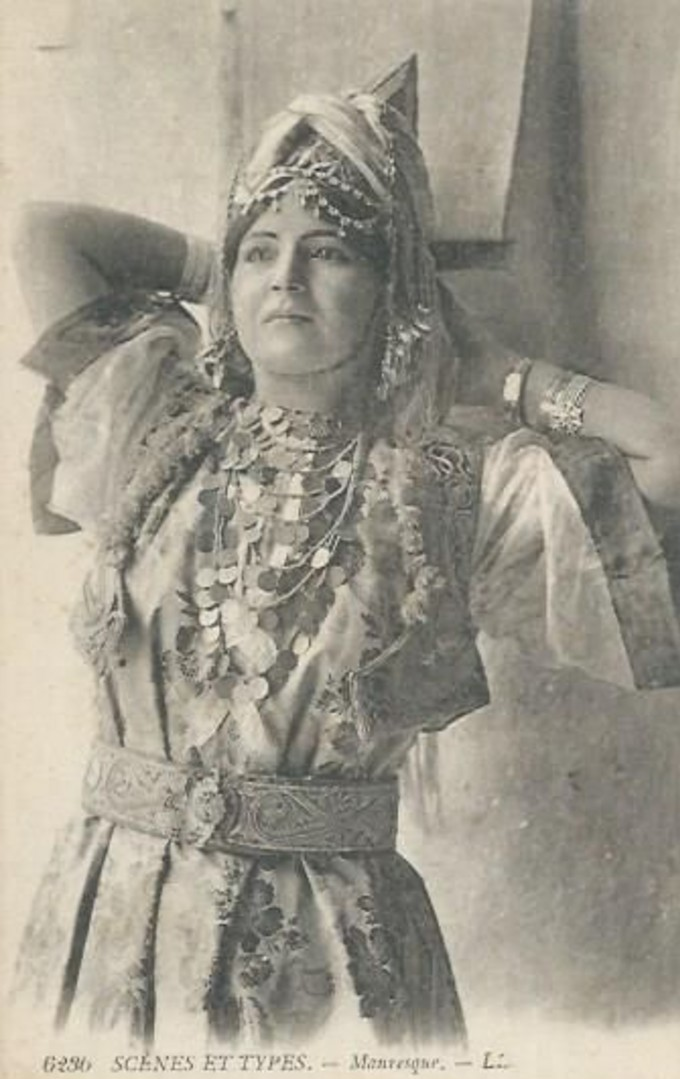
Femme portant la fermla sur la robe aabaya
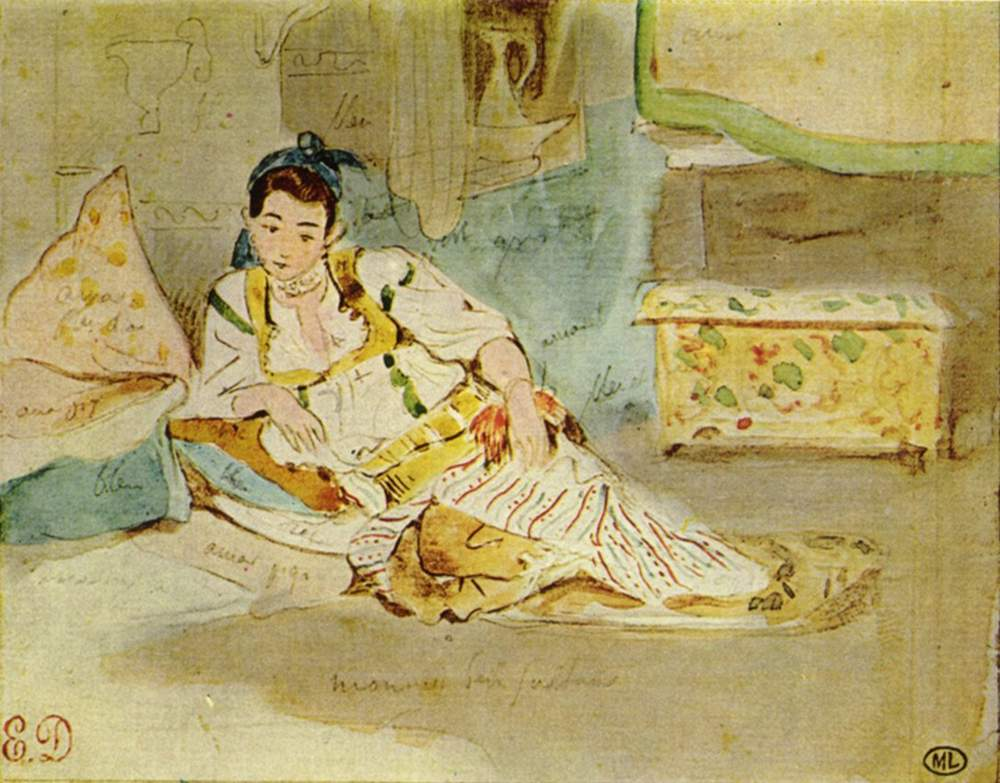
Femmes d'Alger (étude, 1832) d'un tableau d'Eugène Delacroix.
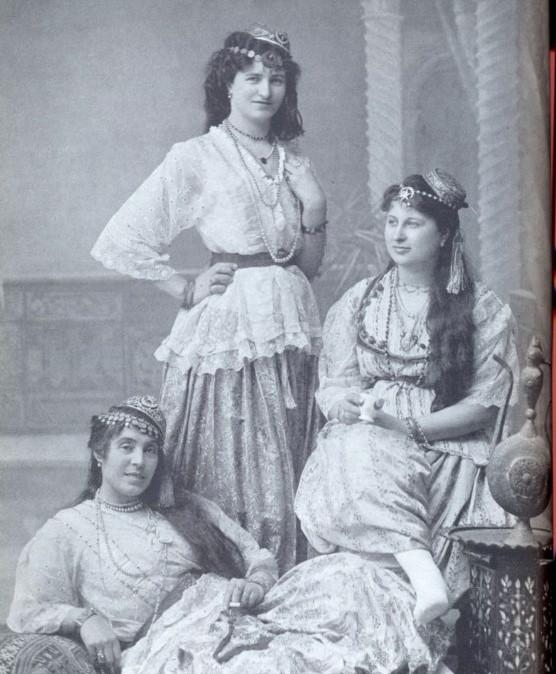
Une algéroise porte la frimla sur la chemise (qmeja, la femme à droite).
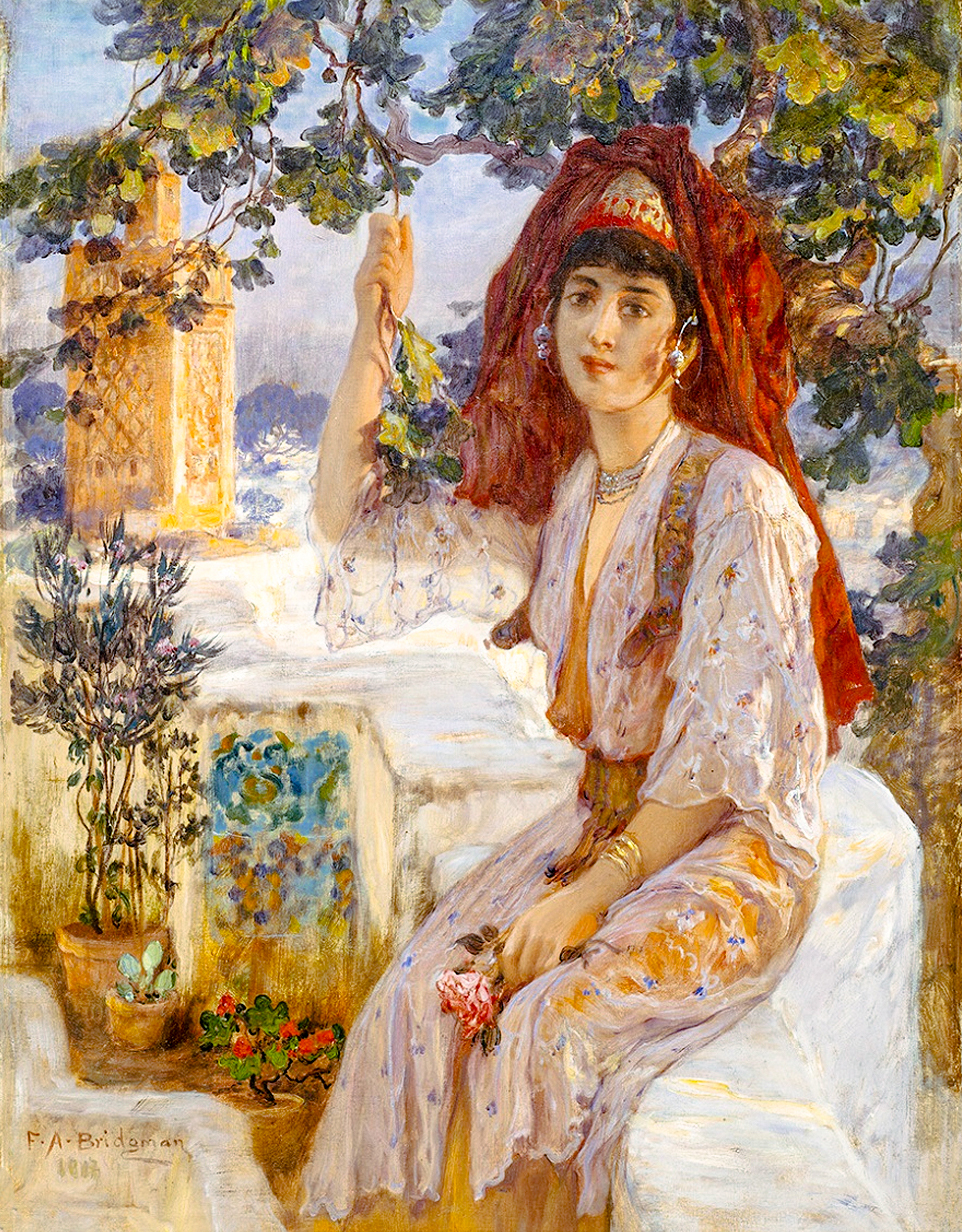
Portait d'une jeune femme de Tlemcen (Frederick Arthur Bridgman, XIXe siècle)
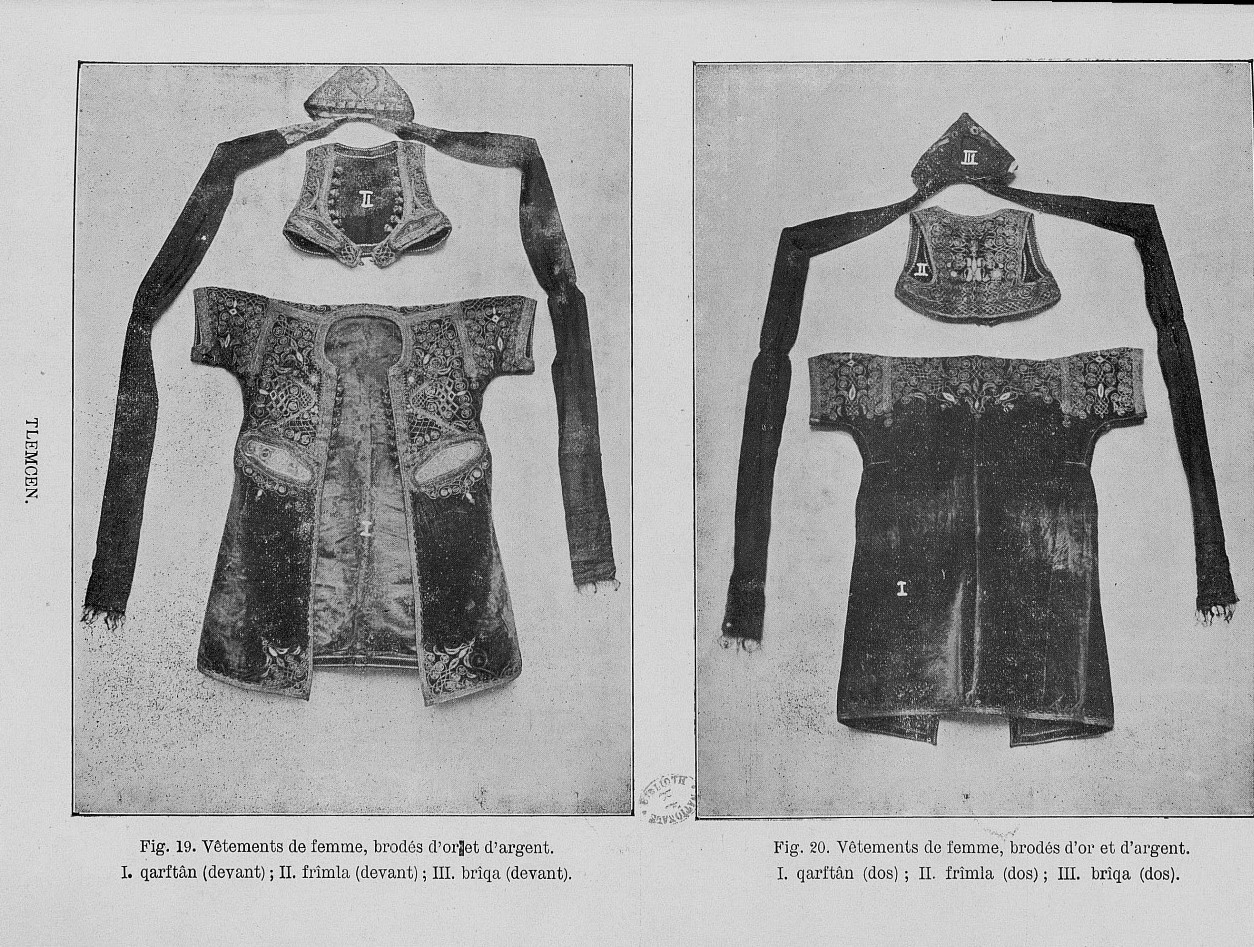
Frimla (devant et dos) de Tlemcen, au début du XXe siècle